# Видовшек, Матевж
Матевж Видовшек (словен. Matevž Vidovšek; род. 30 октября 1999, Словень-Градец) — словенский футболист, вратарь клуба «Олимпия» и сборной Словении.

## Клубная карьера
Видовшек — воспитанник клубов «Дравоград», «Яренина» «Браво», а также итальянских «Пескара» и «Аталанта». В 2018 году игрок был включён в заявку последних на сезон. В том же году он на правах аренды перешёл в «Реджину», но так и не дебютировал за основной состав. В 2019 году Матевж на правах аренды выступал за кипрский «Айя Напа». Летом 2021 года Видовшек вернулся на родину став игроком столичной «Олимпии». 22 мая 2022 года в матче против «Целе» он дебютировал в чемпионате Словении. В 2023 году Матевж помог клубу выиграть чемпионат и завоевать Кубок Словении.

## Международная карьера
19 июня 2023 года в отборочном матче чемпионата Европы 2024 против сборной Дании Видовшек дебютировал за сборную Словении. 

## Достижения
Клубные
 «Олимпия»
- Победитель чемпионата Словении — 2022/23
- Обладатель Кубка Словении — 2022/23